# Beleg van Melos
Het Beleg van Melos was een gebeurtenis in 416 v.Chr. tijdens de Peloponnesische Oorlog. Hierbij werd gestreden over de controle van het eiland Milos of Melos in het Oudgrieks, tussen de Atheners en de Meliërs.

## Achtergrond
Bij de oprichting van de Delische Bond sloten alle bewoners van de Cycladen zich bij Athene aan. Alleen de Meliërs bleven steevast weigeren om zich aan te sluiten bij deze toen nog anti-Perzische liga. Hoewel ze geen lid waren, genoten ze toch van de voordelen, maar moesten de bijkomende lasten hier niet van dragen. Ze hadden zich in 426 v.Chr. succesvol geweerd tegen een Atheense aanval en handhaafden zo hun onafhankelijkheid. Desalniettemin zetten de Atheners hen toch op de 'ledenlijst' van de Bond. Verdere conflicten konden niet uitblijven, want de Atheners konden niet tolereren dat zo'n klein en onbeduidend eilandje zich bleef verzetten tegen het Atheense Rijk. De Meliërs waanden zich veilig dankzij hun band met Sparta.
De Atheners waren erop gebrand om de Spartanen te tonen dat zij de ware meesters op zee waren en dat de Spartanen hier geen zware schade kon berokkenen. Ze stuurden dertig schepen, 1.200 hoplieten, 300 boogschutters en twintig bereden boogschutters. Hun bondgenoten leverden acht schepen en 1.500 hoplieten. Dat er zoveel bondgenoten meekwamen, toont aan dat deze operatie rechtvaardig werd geacht. Alle andere leden van de Delische Bond waren immers boos op de Meliërs van de voordelen die ze genoten, maar geen last hadden van de nadelen. Alvorens de velden en akkers van Melos te vernietigen, stuurden de Atheners gezanten. De magistraten uit Melos weigerden echter om de volksvergadering toe te spreken, uit angst dat de bevolking geïntimideerd zou raken en zich meteen zou willen overgeven. De Meliërs weigerden dus steevast om zich over te geven, want ze vertrouwden op de hulp van de goden, die aan hun kant zouden staan, en ze vertrouwden erop dat de Spartanen te hulp zouden schieten.

## Verloop
De Atheners legden een blokkade rond de stad, en ze probeerden de Meliërs uit te hongeren. Deze bleven hopen op hulp uit Sparta, maar deze bleef uit. Uiteindelijk waren ze gedwongen zich over te geven door een dreigende hongersnood.

## Nasleep
De Atheners besloten alle mannen ter dood te brengen en de vrouwen en kinderen te verkopen als slaaf. De Atheners hadden inmiddels hun defensieve strategie van het begin van de oorlog volledig vervangen door een offensieve. Zo probeerden ze toekomstige opstanden te voorkomen, het ter dood brengen van de mannen was waarschijnlijk bedoeld als intimidatie. Volgens Thucydides was dit een van de gebeurtenissen die hij voor ogen had toen hij oorlog 'een hardvochtig leermeester' noemde.
Er wordt ook vermoed dat het beleg van Melos een inspiratiebron vormde voor de tragedie Trojaanse vrouwen van Euripides.

## Antieke bronnen
- Thucydides, Historiae V 84-116.